# Thionia sinuata
Thionia sinuata är en insektsart som beskrevs av Schmidt 1910. Thionia sinuata ingår i släktet Thionia och familjen sköldstritar. Inga underarter finns listade i Catalogue of Life.